# Ruphay
Ruphay (en Europa conocido también como Los Rupay y en Bolivia en los primeros años como Quinteto Ruphay) es un grupo boliviano de música fundado en 1968 en La Paz (Bolivia) por Mario Porfirio Gutiérrez.
Ruphay fue el primer grupo que llevó los instrumentos musicales y las melodías indígenas en su forma original primero a los escenarios de Bolivia y América Latina, y más tarde a Europa. Ha editado 17 álbumes.
Ruphay fue un grupo pionero en normalización y aceptación de la cultura indígena americana en los círculos culturales y escénicos de las ciudades de su país, contribuyendo con ello al afianzamiento de la conciencia indígena.

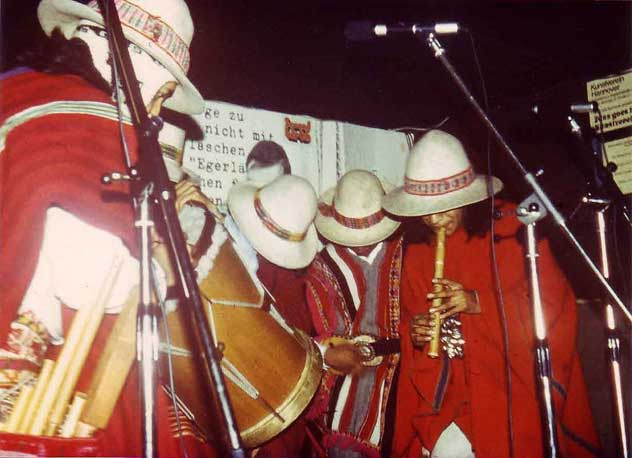
Ruphay – Hannover-Alemania 1973

## Historia

### Primera etapa musical: 1968 – 1975
En 1968 Mario Porfirio Gutiérrez,  de ascendencia aimara funda, junto con el conocido actor y humorista boliviano Agustín “Cacho“ Mendieta, Hery Cortez, Omar Hoyos y Gover Nogales Muños,  un quinteto musical que tiene como repertorio principal temas del folclore indígena boliviano. Una síntesis de música indo-andina y criollo-latinoamericana: en cuanto a las melodías e instrumentos, en parte indígena, en parte criolla (con guitarra). En cuanto al canto, era en español y con fuerte influencia de grupos folclóricos argentinos. Las letras de las canciones estaban muy relacionadas desde los inicios con sus raíces indígenas.
Entre 1969 y 1975 salen a la luz cinco discos de larga duración con este estilo de música que se distribuyen en diferentes países de América Latina y Europa. El grupo fue ganador del Festival ASBORA de La Paz y realizó giras por Bolivia, América Latina y, a partir de 1973, también por Europa.
En 1973 Los Ruphay llegaron a Europa con una formación parcialmente nueva: Mario Gutiérrez, Hery Cortez, Omar Hoyos, Basilio Huarachi y Ricardo Mendoza. Los dos últimos habían sido los miembros fundadores del grupo folclórico Los Chaskas, un grupo que sigue siendo popular en Bolivia. Además, los acompañaba el Quenista Lucho Cavour (hermano del conocido Charanguista Ernesto Cavour). La Quena (admite también la grafía Kena) es, junto a las diferentes flautas de Pan indígenas (las zampoñas o los Sikus), acaso la flauta indígena más conocida de los Andes.
Los acontecimientos más destacables de la trayectoria de Ruphay en esos años fueron, por ejemplo, los conciertos en el “Junges Theater” de Göttingen (Alemania) y en el “Theater am Hechtplatz” de Zúrich (Suiza).
Su cuarto álbum, “Los Rupay – Folklore de Bolivia“, que salió en Alemania en 1974, sigue siendo vendido hasta el día de hoy.

#### Trío y cuarteto de música de cámara

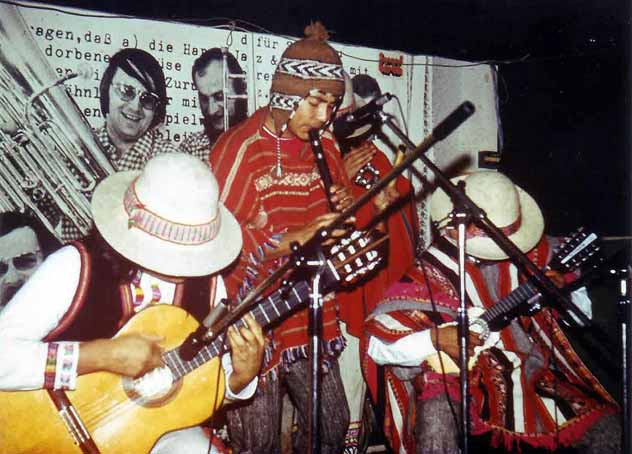
Ruphay – Hannover-Alemania 1973 – Mario Gutiérrez, Lucho Cavour, Ricardo Mendoza, Basilio Huarachi

Junto con Lucho Cavour, Mario Gutiérrez había creado en 1971 un estilo musical instrumental propio, solo para Quena y guitarra, al que dieron el nombre de “Muyoj“. Gutiérrez combinó en sus composiciones de estilo muyoj, al modo de la música de cámara, elementos musicales indígenas, barrocos y contemporáneos.
Más adelante ampliaron su dúo con un Charango, una pequeña guitarra indígena, pasando así a ser un trío, y a veces un cuarteto, con el agregado de una segunda Quena. El Charango lo tocaba y toca hasta el día de hoy Basilio Huarachi, la segunda Quena estaba a cargo de Ricardo Mendoza. En 1974 – después del regreso de Lucho Cavour a Bolivia – Mendoza tocaba las partes solistas de Quena.

### Segunda etapa musical: 1976 – 1985
A partir de 1977, el grupo, en un alejamiento radical de las influencias occidentales, europeas y estadounidenses, fue el primero dedicado a la música andina que renunció por completo al uso de instrumentos musicales europeos y comenzó a cantar exclusivamente en las lenguas indígenas quechua y aymara.
Antes, en 1976, apareció un álbum casi con la antigua formación (en Francia), el cual marcó el cambio de la primera a la segunda etapa del grupo, aún con algunas características del viejo estilo y muchas ya del nuevo estilo: “Los Rupay – Kollasuyu (Bolivie)“, contiene, junto a 2 nuevas piezas instrumentales en estilo muyoj (Ukumanta y Tata Inti), en las que puede escucharse el tenue sonido de una guitarra todavía, y una vieja composición de Gutiérrez cantada en español (El poncho de pobre), solo piezas instrumentales y canciones cantadas en quechua o aimara con distintos instrumentos de viento y tambores indígenas. La quena empieza a ser tocada ya no por Ricardo Mendoza sino por Goyo Céspedes, que había tocado anteriormente la Quena en el conocido grupo Los Payas, de Bolivia.

#### “Jacha Uru“ – “El gran día“ y su significado político-cultural
En este álbum aparece también por primera vez la canción “Jacha Uru“ (“El gran día“), acaso la composición más conocida de Mario Gutiérrez, cantada en aimara y con acompañamiento solo de Sikus, Charangos y bombos. Con el paso del tiempo, Jacha Uru se transformó en un himno indígena de la región andina. La letra habla básicamente de la esperanza en el gran día en el que el pueblo indígena recobrará su autodeterminación y dignidad:
“¡Llegará

el gran día,

unámonos,

está llegando!

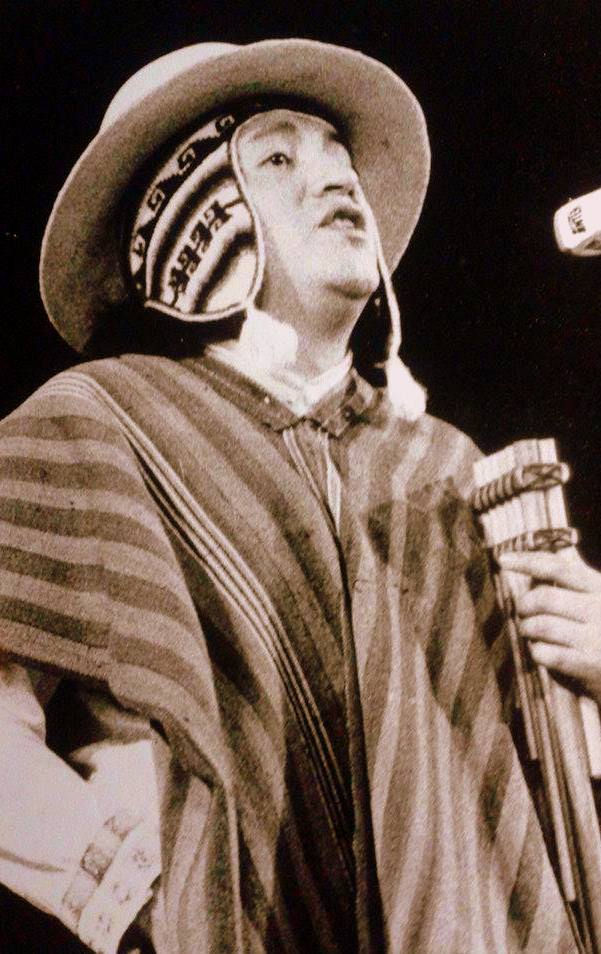
Mario Gutiérrez

¡Todos nuestros suplicios y dolores,

si tomamos conciencia,

desaparecerán!

¡Hombres y mujeres,

el gran día está llegando!

Hombres y mujeres,

no pierdan la esperanza,

él ya está aquí.“
Esta canción y su gran difusión han contribuido en buena medida a que en la Bolivia actual ser indígena ya no sea considerado vergonzante, como sí lo fue hasta entrada la década de 1970 (la época de las dictaduras militares) y de 1980, y a que los Aymaras y Quechuas, al igual que las demás etnias menores, sean reconocidos en un plano de igualdad con las otras etnias que viven en Bolivia, blancos y también negros. Precisamente en un país en el que la mayoría de la población no sabía o casi no sabe leer, la música puede adquirir una importancia especial, que crea identidad y fortalece.
Muchos grupos bolivianos y de otros países andinos incluyeron en los años siguientes y hasta el día de hoy la canción Jacha Uru en su repertorio. Con el paso de los años se ha transformado a tal punto en patrimonio del pueblo que el concepto “Jacha Uru“ ha pasado a ser en Bolivia sinónimo de cualquier tipo de acontecimiento grande/importante que es o ha sido esperado por mucho tiempo.

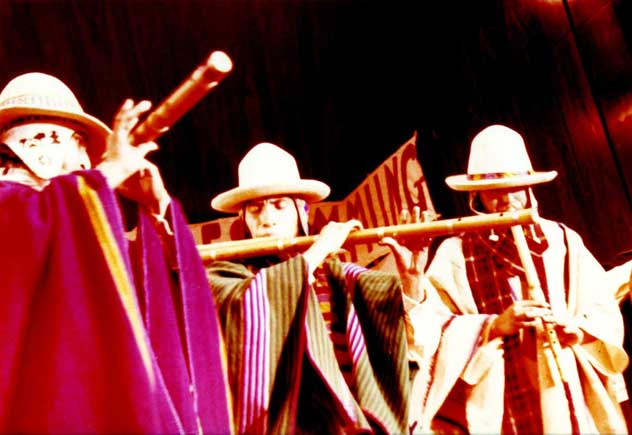
Ruphay – Göttingen-Alemania 1978

Con el repertorio de este álbum, Ruphay dio en 1976, entre otros, un concierto en el Olympia de París (Francia).
Es así que Ruphay inspiró a muchos músicos y grupos de música, entre ellos los grupos bolivianos: Wara, Kala Marka, Savia Andina, Los Awatiñas y Altiplano Fusion Band. Este último, una banda folkrock, mencionó en 2014 a Ruphay, junto con los Beatles y Jimi Hendrix, como la más importante influencia estilística, mientras que en iguales términos lo menciona también el grupo Wara en 2013, junto a Deep Purple, Uriah Heep y Santana. Savia Andina lanzó en 1989 un álbum al que llamó “Jacha Uru“. Kala Marka tocó en 2009 Jacha Uru en un concierto con un gran coro y una orquesta franceses. Miguel Conde uno de los fundadores de Los Awatiñas designa en una entrevista el grupo Ruphay como su grupo nacional preferido "porque han sido realmente revolucionarios en esto del idioma aymara".

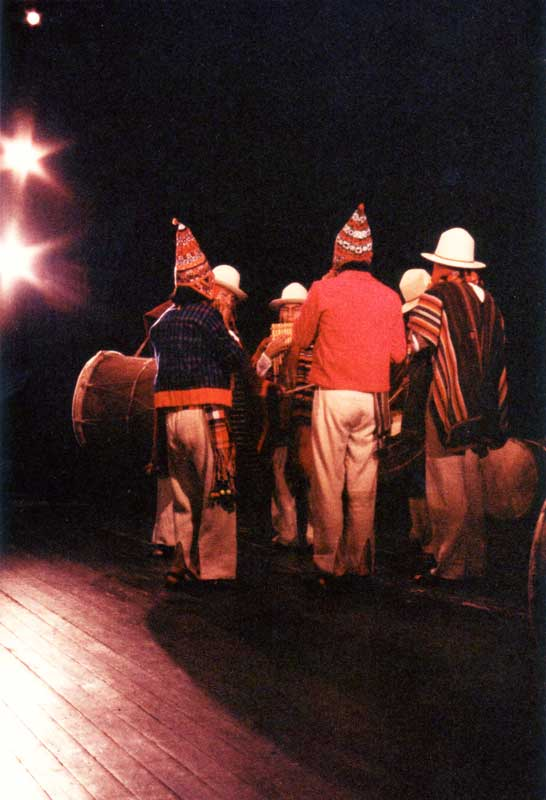
Ruphay – Berlín-Alemania 1984

Después de la aparición en Bolivia del siguiente álbum con repertorio similar, abandonaron el grupo primero Omar Hoyos y poco después también Hery Cortez y Goyo Céspedes. Estos dos formaron luego sus propios grupos en Alemania: Cortez, el grupo Ukamau, y Céspedes, el grupo Inti Mujus.
Ramiro Calderón, que había actuado anteriormente como intérprete de Zampoña junto con Ernesto Cavour, fue el primero de una nueva generación de músicos que desde entonces han tocado y, en algunos casos, siguen tocando con Ruphay. Piki Murillo junto con Calderón han sido hasta la actualidad, si bien con algunas interrupciones, integrantes de Ruphay.

#### Exclusivamente textos e instrumentos musicales indígenas
El primer disco de la nueva generación con instrumentos musicales exclusivamente indígenas (flautas, tambores y Charangos), apareció en 1978 en Francia con el título “Sacré, les Andes“ (“Sagrado los Andes“).

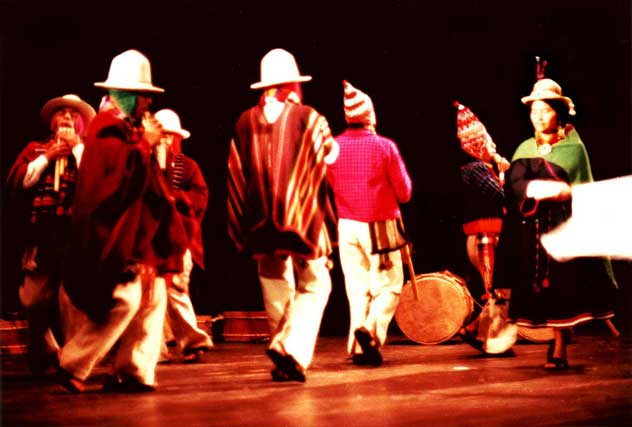
Ruphay – Berlín-Alemania 1984 con Luzmila Carpio

En 1979, Ricardo Mendoza volvió al grupo temporalmente y Ruphay comenzó (y sigue haciéndolo hasta la actualidad) una colaboración con la conocida cantante boliviana en lengua Quechua Luzmila Carpio, quien más tarde, a partir de 2006 y por cuatro años, fue embajadora de Bolivia en París. Un disco hecho por ambos, lanzado en Bolivia en 1982, da testimonio de este trabajo. Además Ruphay trabajó sobre las ideas indigenistas del escritor Quechua Fausto Reinaga y se ocupó de la traducción de una de sus obras principales de 1974, “América India y el Occidente“, que fue publicada en 1979 en Francia y en 1980 en Alemania.
Desde aquel entonces y hasta 1985 fueron años de varias giras en Europa y Bolivia, y aparecieron otros discos en los que el repertorio iba cada vez más a las raíces. Otros miembros de esta época que formaron sus propios grupos tras sus experiencias con Ruphay fueron Félix Cerezo (posteriormente, Jilata) y Raúl Uriarte (posteriormente, Kollasuyo Ñan), Lucio Melendres (posteriormente, Arumthaya).

#### Gira por Alemania con dos piezas de teatro musical
En 1984 y 1985, los Ruphay emprendieron, junto con Luzmila Carpio, Rupprecht Weerth, un alemán quien había estudiado durante varios años Quena con Gutiérrez, y el grupo de éste, Wayra Kuna, dos giras por Alemania, en las que dieron más de 100 conciertos: entre ellos, un concierto en vivo en 1984 de una hora de duración en “Matinee der Liedersänger“, una serie de la radio WDR, y en la “Hochschule der Künste” de Berlín. Además pusieron en escena, en colaboración con la “Theaterwerkstatt Bethel” de Bielefeld, dos piezas de teatro musical escritas por Gutiérrez: “Una noche en el museo“ y “El sueño con el cactus“. Durante esos dos años trabajó con ellos también Luis Ernesto Gutiérrez, el hermano de Mario Gutiérrez.
Junto con el “Junger Chor Albachten” y el grupo Wayra Kuna grabaron el 15.º álbum de Ruphay, “Wiñay Marka“ (“Pueblo eterno“). Con motivo de este álbum, la editora musical “Eres” publicó la edición completa de partituras con un texto introductorio de 30 páginas: “Encuentro con la cosmovisión, la vida y la música de los indígenas aimara y quechua en los Andes bolivianos“. Este álbum es también el último que apareció bajo la conducción y con la participación de Mario Gutiérrez.

### Retiro de Mario Gutiérrez
Al finalizar esta gira, Mario Gutiérrez se retiró de la actividad pública casi en su totalidad. Con Ruphay dio unos pocos conciertos más. Acompañó a Luzmila Carpio en sus giras y escribió su libro “El huérfano cósmico“, que ya ha sido traducido a cuatro idiomas.
Además compuso para el trío Aka Pacha. Con Aka Pacha continuó, como compositor, su trabajo en música contemporánea en el estilo del Muyoj, labor iniciada ya en los años ´70 con Lucho Cavour. Esta vez incorporó, además de la Quena (tocada por Rupprecht Weerth) y guitarra (tocada por él mismo), el violonchelo como tercer instrumento (tocado por Hannes Trittler), en lo que fue un encuentro de la música indígena del altiplano andino con la música barroca europea.
En octubre de 1994, una semana después de un concierto con Aka Pacha, Mario Gutiérrez murió en Amberes con tan solo 49 años de edad. (Aka Pacha publicó en 2000 su obra tardía, la composición “Quimsa Pachanaca“ (“Las tres estaciones“) en formato de CD.)

### Tercera etapa musical: desde 1995 hasta hoy

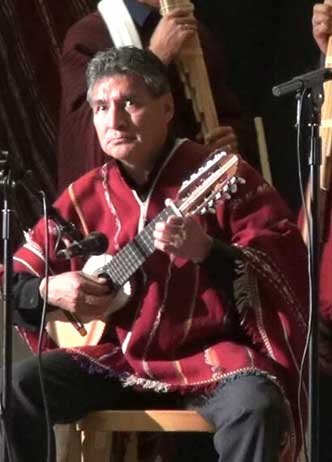
Ruphay – Amberes-Bélgica 2014 – Basilio Huarachi

Un año después, en 1995, Basilio Huarachi se hizo cargo de la dirección de Ruphay y organizó junto con Luzmila Carpio un concierto de homenaje en la “Victoria Hall” de Ginebra (Suiza).
Desde entonces Ruphay dieron todos los años algunos conciertos selectos en Francia, Suiza y Bolivia. Paulatinamente, la guitarra fue recuperando su lugar dentro del programa. Fue incorporado como integrante del grupo el solista de guitarra y compositor boliviano Willy Claure; Ramiro Calderón, Goyo Céspedes y Piki Murillo también se reincorporaron, al igual que Raúl Chacón, que había tocado con grupos como el afamado conjunto Los Jairas y Bolivia Manta, y un poco más tarde lo hicieron lo mismo los hermanos Germán y Christian Tintaya, que tienen en Francia su propio grupo, Llapaku.
En 2003 apareció el álbum “Kimsa Pachanaka“, que contiene la última composición de media hora de duración de Gutiérrez en una versión solo para instrumentos andinos y guitarra, y en 2008 se lanzó el hasta ahora último álbum de Ruphay, “Musique et Tradition des Andes 1968 – 2008”, que incluye nuevas versiones de 15 temas de los 40 años de trayectoria de Ruphay.
2004 Presentación de la obra inédita de Mario P. Gutiérrez, "Kimsa Pachanaka" en Suiza, Francia y Bolivia.
2005 Conciertos en Capvern, Francia Festival de Músicas, 8.ª Edición, en Rennes y St. André des eaux.
2006 Conciertos en Viena, Austria "Bienvenido Sr. EVO MORALES AYMA" y Ginebra, Suiza Théâtre Frank Martin.
2007 Participación en el Festival Mundial de la tierra en Chamrousse, Francia.
2008 Conciertos en Francia, Suiza y Bolivia.
2010 Concierto en el marco de la Semana Cultural “Bolivia, la voz de la diversidad“, organizada por la UNESCO en París.
2011 Concierto en Nueva Jersey (EE. UU.) para la entrega de los “Premios Aruma“.
2012 Concierto en el festival latinoamericano de Lannemezan en Altos Pirineos (Francia). El guitarrista y compositor Marco Peña, líder del grupo Punto Nazca, reemplaza a Willy Claure.

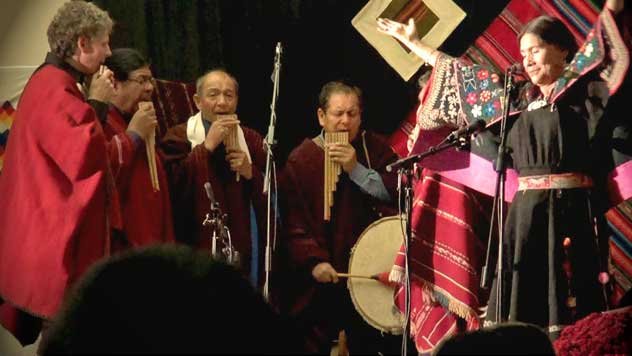
Ruphay – Amberes-Bélgica 2014 con Luzmila Carpio

2013 Concierto en Cruseilles, Alta Saboya (Francia) con el programa “De los Alpes a los Andes“, acompañados por la orquesta “Harmonie Cruseilles-Le Châble“.
2014 Concierto con Luzmila Carpio en homenaje por el 20.º aniversario del fallecimiento de Mario Gutiérrez en Amberes, con posterior documental de media hora para la televisión.
2015 Inauguración del pabellón de Bolivia en la EXPO Milán y bienvenida al presidente Evo Morales, participación en la película “El Jardinero“ de Martin Guggisberg, conciertos en Francia, Suiza y Alemania

### Nombre
Ruphay es una palabra de la lengua Quechua y significa en español “rayos del sol”; se pronuncia rup-jai. Para evitar una pronunciación incorrecta, el grupo se denominó en Europa por lo general Los Rupay, Rupay o Rupaÿ, mientras que en los países hispanohablantes se lo conoce también como: Quinteto Ruphay (en los primeros años), Los Ruphay y Grupo Ruphay.

### Integrantes actuales
Basilio Huarachi, Ramiro Calderon, Piki Murillo, Goyo Céspedes, Raul Chacon, Marco Peña y Rupprecht Weerth.

### Exintegrantes
Agustín „Cacho“ Mendieta, Hery Cortez, Omar Hoyos, Gover Nogales Muños, Jaime Bellido, Ricardo Mendoza, Guido Lopez, Kruzzio Sanjines, Anselmo Portugal, Felix Cerezo, Raul Uriarte, Pedro Andrade, Leopoldo de la Parra, Lucio Melendres, Helberto Melendres, Edwin Ramos, Gustavo Salazar, Nicolas Jora, Manuel Luna, Luis Ernesto Gutiérrez, Pedro Conde, Lucio Bustillos, Joel Flores Carpio, Willy Claure

## Discografía

### Álbumes de estudio
- 1969: Quinteto Rhupay - Folk Music of Bolivia (lugar de publicación: Bolivia - músicos: Mario Gutiérrez, Hery Cortez, Omar Hoyos, Agustín Mendieta, Gover Muñoz)
- 1969: Quinteto Ruphay - Embrujo Andino (lugar de publicación: Bolivia - músicos: Mario Gutiérrez, Hery Cortez, Omar Hoyos, Agustín Mendieta, Gover Muñoz)
- 1972: Nosotros: El Quinteto Ruphay (lugar de publicación: Bolivia - músicos: Mario Gutiérrez, Hery Cortez, Omar Hoyos, Agustín Mendieta, Jaime Bellido)
- 1974: Los Ruphay - Folklore de Bolivia (lugar de publicación: Alemania - músicos: Mario Gutiérrez, Hery Cortez, Omar Hoyos, Basilio Huarachi, Ricardo Mendoza)
- 1975: Los Rupay (lugar de publicación: Alemania - músicos: Mario Gutiérrez, Hery Cortez, Omar Hoyos, Basilio Huarachi, Ricardo Mendoza)
- 1976: Los Rupay - Kollasuyu – Bolivie (lugar de publicación: Francia - músicos: Mario Gutiérrez, Hery Cortez, Omar Hoyos, Basilio Huarachi, Goyo Céspedes)
- 1977: Los Ruphay (lugar de publicación: Bolivia - músicos: Mario Gutiérrez, Hery Cortez, Omar Hoyos, Basilio Huarachi, Goyo Céspedes)
- 1978: Rupay - Sacré, les Andes (lugar de publicación: Francia - músicos: Mario Gutiérrez, Basilio Huarachi, Ramiro Calderón, Anselmo Portugal, Guido Lopez, Kruzzio Sanjines)
- 1979: Los Rupay - Flûte indienne: Sacré, les Andes (lugar de publicación: Bélgica - músicos: Mario Gutiérrez, Basilio Huarachi, Ramiro Calderón, Anselmo Portugal, Guido Lopez, Kruzzio Sanjines)
- 1981: Ruphay - Kollasuyo – Bolivia (lugar de publicación: Bolivia - músicos: Mario Gutiérrez, Heriberto Murillo, Anselmo Portugal, Pedro Andrade, Lucio Melendres, Leopoldo de la Parra)
- 1982: Ruphay - Jach’a Marka (lugar de publicación: Bolivia - músicos: Mario Gutiérrez, Pedro Andrade, Leopoldo de la Parra, Edwin Ramos)
- 1982: Ruphay - Jacañataqui (lugar de publicación: Bolivia - junto con Luzmila Carpio)
- 1984: Rupay - Heilige Anden (lugar de publicación: Alemania - músicos: Mario Gutiérrez, Basilio Huarachi, Ricardo Mendoza, Heriberto Murillo, Anselmo Portugal, Guido López, Felix Cerezo, Raúl Uriarte)
- 1985: Ruphay - Kollasuyo – Bolivia: Live 1984 (lugar de publicación: Alemania - músicos: Mario Gutiérrez, Luis Ernesto Gutiérrez, Lucio Melendres, Helberto Melendres, Leopoldo de la Parra, Edwin Ramos)
- 1986: Ruphay y Wayra Kuna - Wiñay Marka – Ewiges Volk – Eternal People (lugar de publicación: Alemania - músicos: Mario Gutiérrez, Luis Ernesto Gutiérrez, Lucio Bustillos, Pedro Conde, Rupprecht Weerth, Friedrich Hacheney, Eckart Holzer, Gerd Ballay, Harold Torinus, Junger Chor Albachten)
- 2003: Ruphay - Kollasuyu - Bolivie - Kimsa Pachanaka – Les Troís Saísons des Andes (lugar de publicación: Francia y 2004 Bolivia - músicos: Basilio Huarachi, Ramiro Calderón, Goyo Céspedes, Raúl Chacón, Willy Claure)
- 2008: Ruphay - Bolivie 1968 – 2008 - Musique et Tradition des Andes (lugar de publicación: Francia - músicos: Basilio Huarachi, Goyo Céspedes, Ramiro Calderón, Raúl Chacón, Willy Claure, Germán Tintaya, Cristian Tintaya)[30][31]
- 2018: Los Ruphay - A Cry For Revolution - Earth Healing Music from Bolivia: 50 Years of Los Ruphay (lugar de publicación: Inglaterra -  músicos: Basilio Huarachi, Ramiro Calderón, Piki Murillo, Raúl Chacón, Marco Peña, Rupprecht Weerth, Hannes Trittler, Felix Cerezo, José Alanoca, con el apoyo de Luzmila Carpio)[32]

### Compilaciones
- 1990: Ruphay & Luzmila Carpio: Kay Jina Llajtayqa – Jacañataqui (lugar de publicación: Bolivia)
- 1995: Ruphay de Colecciòn (lugar de publicación: Bolivia)